# Tiltott állatviadal szervezése
A tiltott állatviadal szervezése a közbiztonság elleni bűncselekmények csoportjába tartozó bűncselekmény, e bűncselekmény az állatvilág egyedeinek védelmét biztosítja, fokozza az emberek felelősségtudatát az állatokkal való kíméletes bánásmód érdekében.

## Magyar szabályozás
Btk. 266/A. § 
- (1) Aki gerinces állat részvételével állatviadalt szervez, tart, ilyen állatviadalra fogadást szervez vagy fogadást köt, bűntettet követ el, és három évig terjedő szabadságvesztéssel büntetendő.
- (2) Aki állatviadal céljára gerinces állatot tart, tenyészt, kiképez, idomít vagy forgalmaz, vétséget követ el, és két évig terjedő szabadságvesztéssel büntetendő.

### Elkövetési magatartás
A bűncselekmény elkövetési magatartása az állatviadal szervezése, tartása, állatviadalra fogadás szervezése, fogadás kötése, továbbá állatviadal céljára állat tartása, tenyésztése, idomítása, forgalmazása. 
A bűncselekményt csak gerinces állattal lehet elkövetni. 

## Lásd
- Törvény az állatok kíméletéről